# Logement locatif standard
Le Logement locatif standard (finnois : standardivuokratalo) ou maison Tapani (finnois : Tapani-talo) est un bâtiment situé à Turku en Finlande.

## Architecture
Ce bâtiment  fonctionnaliste est conçu par Alvar Aalto dans la même période que  Coopérative agricole du sud-ouest de la Finlande, l'immeuble de Turun Sanomat,, Sanatorium de Paimio et la Bibliothèque de Viipuri.